# Glendale Heights
Glendale Heights is een plaats (village) in de Amerikaanse staat Illinois, en valt bestuurlijk gezien onder DuPage County.

## Demografie
Bij de volkstelling in 2000 werd het aantal inwoners vastgesteld op 31.765. In 2006 is het aantal inwoners door het United States Census Bureau geschat op 32.349, een stijging van 584 (1,8%).

## Geografie
Volgens het United States Census Bureau beslaat de plaats een oppervlakte van 14,0 km², geheel bestaande uit land.

## Plaatsen in de nabije omgeving
De onderstaande figuur toont nabijgelegen plaatsen in een straal van 8 km rond Glendale Heights.